# Vlastimil Hort
Vlastimil Hort (Kladno, 12 de janeiro de 1944 – 12 de maio de 2025) foi um jogador de xadrez da Tchecoslováquia com diversas participações nas Olimpíadas de xadrez. Hort participou de todas as edições entre 1960 e 1974 e das edições de 1980, 1982 e 1984 defendendo a Tchecoslováquia e das edições de 1988, 1990 e 1992 pela Alemanha. Conquistou a medalha de bronze individual em 1962 no terceiro tabuleiro, prata individual em 1972 no primeiro tabuleiro e a prata por equipes em 1982 no primeiro tabuleiro.

## Morte
Hort morreu no dia 12 de maio de 202, aos 81 anos.